# Stepik
Stepik (Степік, до серпня 2016 року — Stepic) — російська освітня платформа і конструктор безкоштовних відкритих онлайн-курсів та уроків.
Дозволяє будь-якому зареєстрованому користувачеві створити інтерактивні уроки і онлайн-курси, використовуючи відео, тексти і різні задачі з автоматичною перевіркою  та миттєвим зворотнім зв'язком. В процесі навчання можна вести обговорення між собою і ставити питання викладачу на форумі. Основні дисципліни, які охоплені курсами — це програмування, математика, біоінформатика і біологія, економіка; основна мова курсів — російська, а також є курси англійською мовою. Станом на червень 2018 року платформа містила зареєстрованих 1 мільйон користувачів, з яких 77 % з Росії, 9 % — України, 3 % — Білорусі, 2 % — США, 1 % — Казахстану. Цільова аудиторія — школярі (в основному курси з підготовки до ЗНО), студенти, початківці спеціалісти.

## Історія
Засновник — Микола Вяххі, який створив при підтримці JetBrains і лабораторії алгоритмичної біології Санкт-Петербургського академічного університету авторські курси з біоінформатика. В 2013 році на базі нарабок створення онлайн-платформи, і у вересні 2013 року на ній випущено перші навчальні програми.
Серед організацій, які випустили онлайн-курси на платформі — компанії «Яндекс», JetBrains, Mail.ru, ряд вузів (в тому числі Європейський університет в Санкт-Петербурзі, МФТІ, Томський політехнічний університет, Самарський університет). Система автоматизованної перевірки задач Stepik була використана в ряді курсів на платформі Coursera, включаючи курси з біоінформатики від Каліфорнійського університету в Сан-Дієго і курс з аналізу даних від НІУ «Вища школа економіки».
В 2016 році випущено мобільні додатки під iOS і Android, чат-бот для Telegram, плагін Stepik Union для IntelliJ IDEA і PyCharm. В тому ж році Stepik став фіналістом премії «РБК-Санкт-Петербург» в категорії «Стартап року».
В квітні 2023 р. доступ українським користувачам до ресурсу був заблокований рішенням РНБО.

## Курси і уроки
Курси на платформі складаються з уроків, які згруповані в тематичні модулі, однак уроки можуть існувати окремо і збираються в бібліотеку на платформі. Уроки складаються з кроків, які можуть бути текстовими, відео-лекціями або практичними завданнями. На платформі можна використовувати 20 типів завдань, включаючи тести, числові задачі, завдання з математичними формулами і хімічними рівняннями, пазли, задачі з програмування.
Автор курсів зберігає за собою всі авторські права, може без обмежень використовувати створення матеріалів у вигляді курсів або окремих уроків, зберігати їх для самостійної підготовки учнів чи студентів, вмонтовувати на інші сайти і освітні платформи, слідкувати за статистикою і прогресом тих хто навчається. Всі курси і матеріали, розміщені на Stepik, ліцензуються для вільного використання на умовах ліцензії Creative Commons Attribution-ShareAlike 4.0.
Існують також річні онлайн-програми і двохлітня онлайн-магістратура. В залежності від домовленості з вузом, слухачам за результатами можуть видаватися дипломи про професійну перепідготовку.
Також платформа може функціонувати як майданчик для проведення конкурсув і олімпіад, серед проведенних заходів — відбірковий етап Олімпіади НТІ в 2016 і 2017 роках (всеросійської інженерної олімпіади школярів, в рамках програми Національної технологічної ініціативи), онлайн-етап акції Тотальний диктант в 2017 році, змагання з інформаційної безпеки StepCTF—2015.